# Mák (rod)
Mák (Papaver) je rod rostlin z čeledi makovitých. Jsou to jednoleté nebo vytrvalé byliny s různým způsobem členěnými listy a nápadnými, pravidelnými květy s množstvím tyčinek. Plodem je tobolka, známá jako makovice. Rod zahrnuje asi 100 druhů a je rozšířen především na severní polokouli. V přírodě České republiky se vyskytuje 6 druhů. Nejrozšířenější je mák vlčí. Na základě fylogenetických studií byly do rodu Papaver vřazeny rody Meconopsis, Stylomecon a Roemeria.
Hospodářsky nejvýznamnějším druhem je mák setý. Pěstuje se pro makové semeno, je zdrojem opia, lékařsky významných alkaloidů (zejména morfinu a kodeinu) a narkotik. Různé atraktivně kvetoucí druhy jsou pěstovány jako zahradní rostliny nebo skalničky. Náležejí mezi ně např. různé kultivary máku východního, máku zahradního a máku setého, ze skalkových druhů mák šarlatový či mák Burserův.

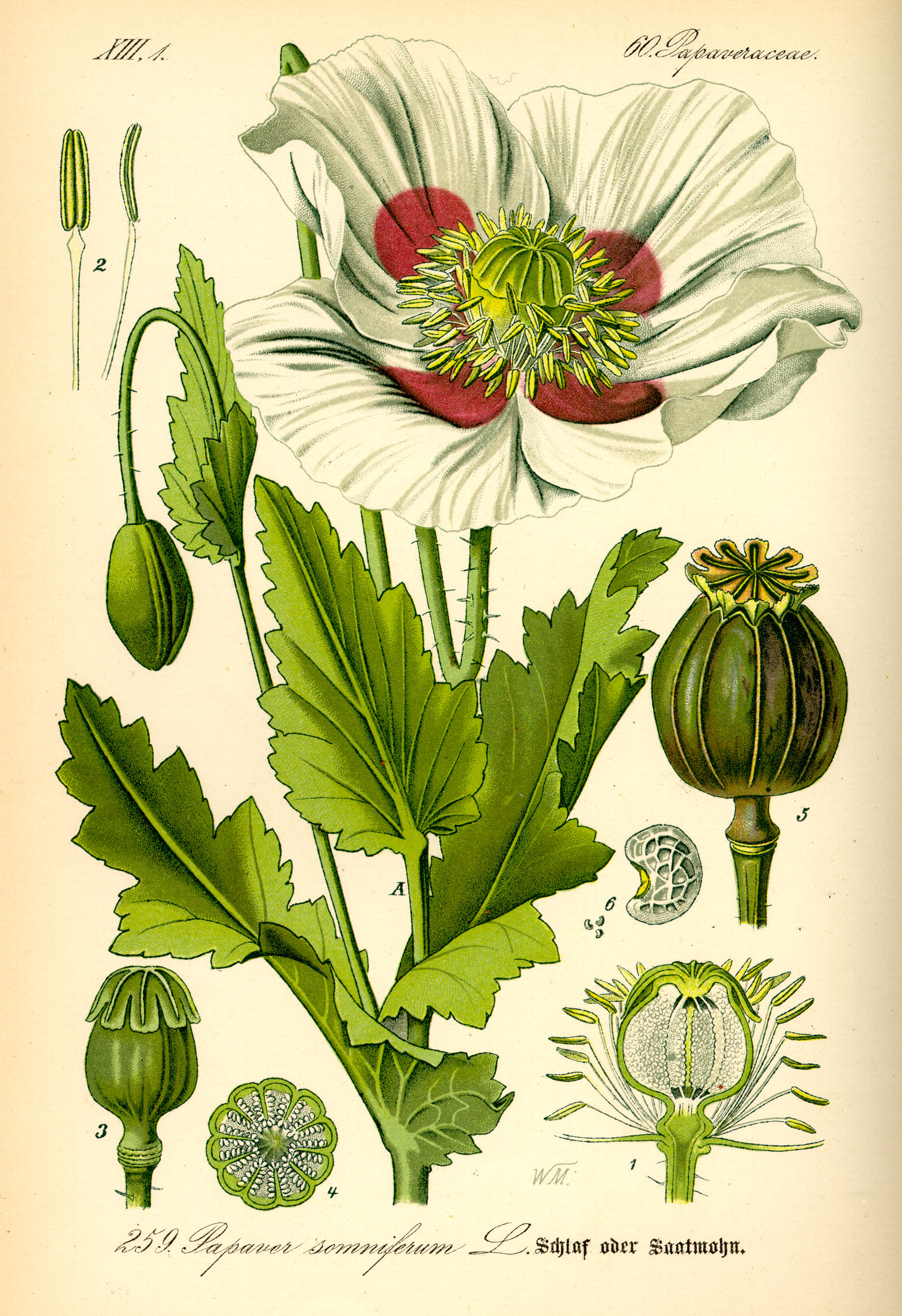
Ilustrace máku setého

## Popis
Máky jsou jednoleté, dvouleté nebo vytrvalé byliny s přímým nebo vystoupavým, větveným nebo jednoduchým stonkem. Rostliny jsou většinou chlupaté nebo řidčeji lysé a obsahují bílou, oranžovou nebo červenou mléčnou šťávu. Listy přízemní růžice jsou zpravidla řapíkaté, zpeřeně laločnaté až zpeřené nebo i dřípené, na okraji většinou pilovité nebo vroubkované, řidčeji celokrajné. Lodyžní listy bývají podobné přízemním, jsou však obvykle přisedlé a někdy i objímavé. Květy jsou jednotlivé nebo výjimečně ve vrcholičnatých hroznech. Kalich je tvořen zpravidla 2, řidčeji 3 lístky. Koruna je nápadná, zpravidla červená, řidčeji bílá, žlutá, oranžová nebo růžová, většinou čtyřčetná, často opadavá. Tyčinek je velký počet a mají bílé, žluté, zelené, purpurové, červené nebo tmavé nitky. Semeník je srostlý ze 4 až 18 plodolistů až obsahuje jedinou komůrku s parietální placentací a mnoha vajíčky. Někdy je komůrka nedokonale rozdělená falešnými přehrádkami, vzniklými jako výrůstky placenty. Blizny jsou přisedlé, srostlé do terčovitého útvaru na vrcholu semeníku. Plodem je lysá nebo chlupatá tobolka otevírající se póry pod bliznovým terčem. Obsahuje mnoho drobných semen. Semena jsou na povrchu drobně důlkatá, bez míšku.

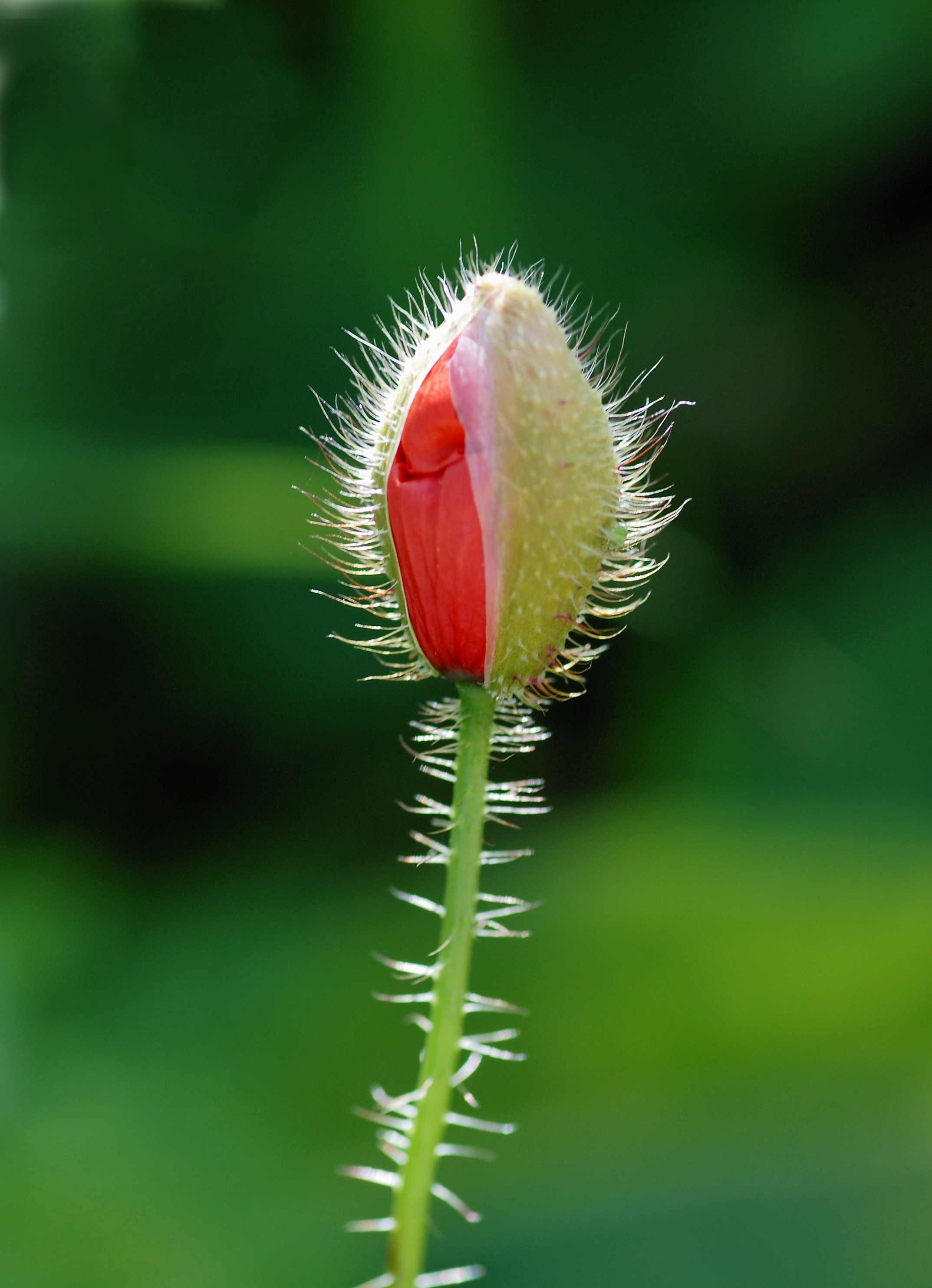
Rozvíjející se poupě máku vlčího
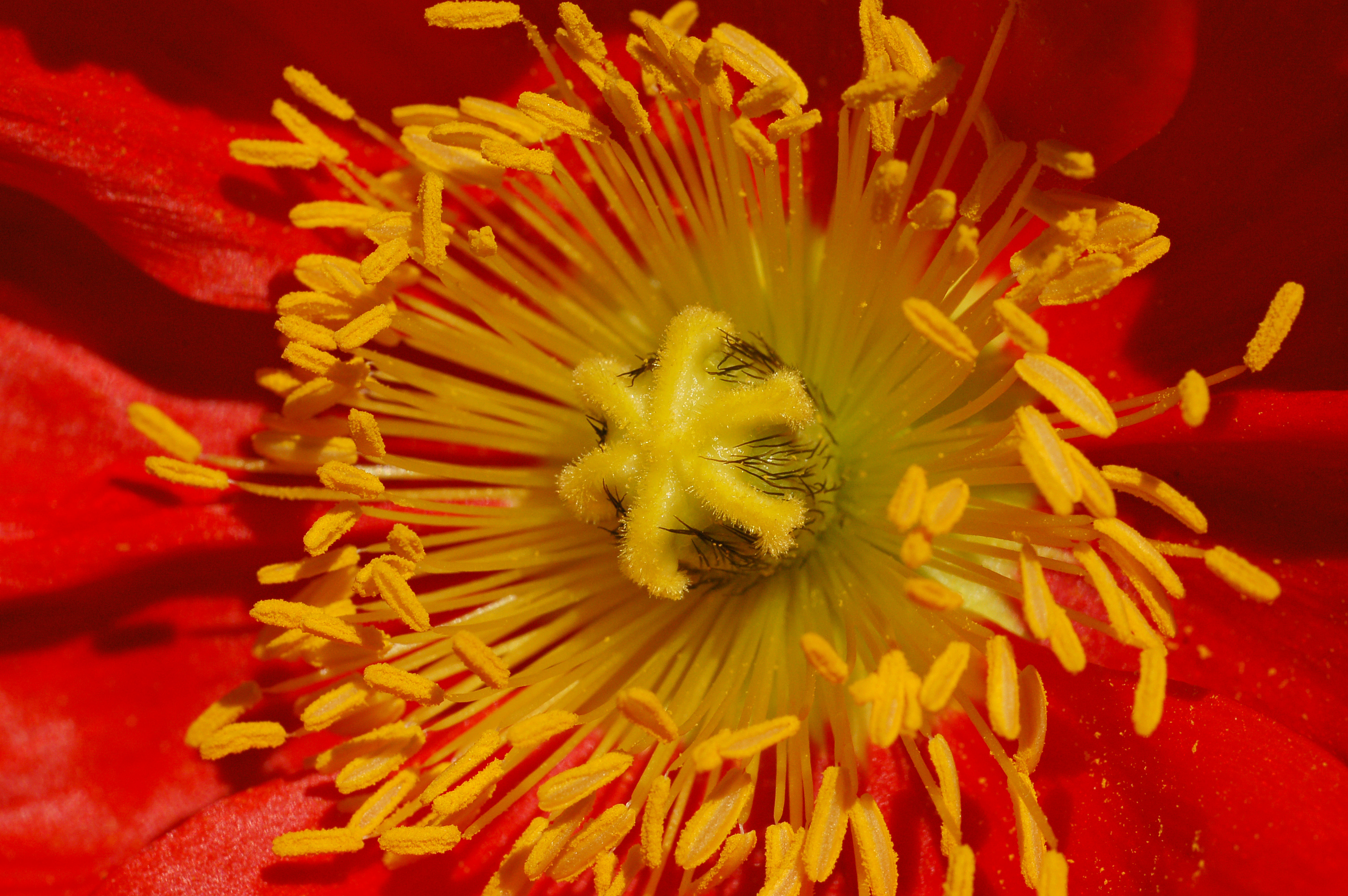
Detail středu květu máku šarlatového
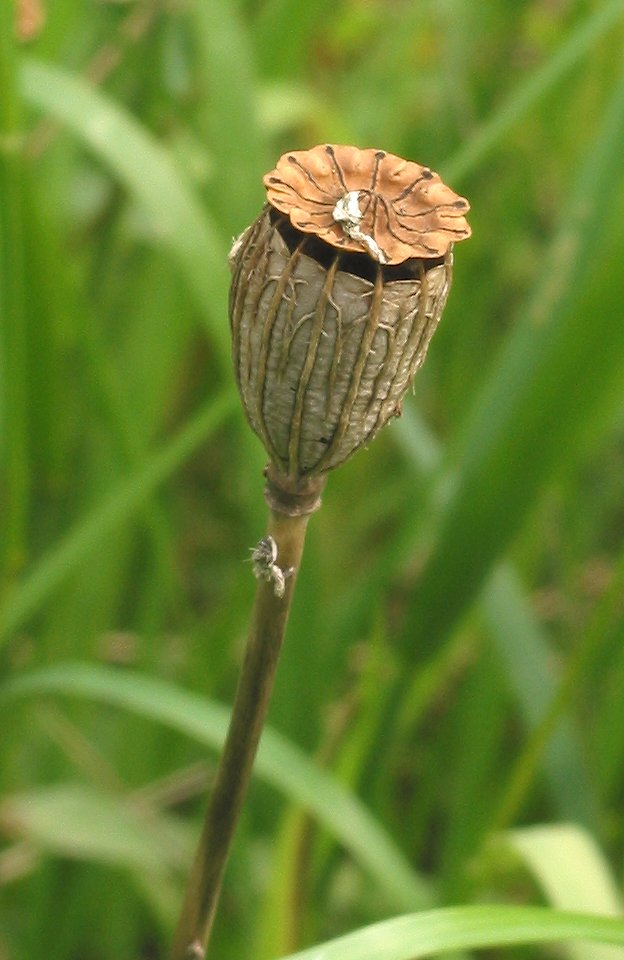
Tobolka máku vlčího

## Rozšíření
Rod mák zahrnuje asi 100 druhů. Je rozšířen v Evropě, Asii, severní a jižní Africe a Severní Americe. Některé ruderální druhy se druhotně rozšířily téměř po celém světě. Největší počet druhů roste ve Středomoří a temperátní Asii.
V České republice roste celkem 6 druhů máku. Vyskytují se charakteristicky na narušených místech, jako jsou pole, úhory, rumiště a okraje cest. Nejběžnějším druhem je mák vlčí (P. rhoeas), roztroušený výskyt má mák polní (P. argemone), mák časný (P. confine) a mák pochybný (P. dubium). Na jižní a jihovýchodní Moravě se vyskytuje mák bělokvětý jihomoravský (P. maculosum subsp. austromoravicum). Nejvzácnějším druhem je mák Lecoqův (P. lecoqii), který se vzácně vyskytuje jen v Lounském středohoří. Občas také přechodně zplaňují některé pěstované druhy, zejména mák setý a mák šarlatový. Vzácně je zavlékán mák zvrhlý (P. hybridum). V celé Evropě roste asi 30 až 40 druhů. Většina z nich roste ve Středomoří, některé druhy jsou vysokohorské (skupina máku alpského) nebo severské (mák šarlatový, P. laestadianum, P. lapponicum, P. radicatum). Rozsáhlý areál, zahrnující téměř celou Evropu, mají ruderální druhy mák polní, mák vlčí, mák pochybný a mák zvrhlý.
V Asii sahá areál rozšíření rodu mák na východ po Sibiř, ruský Dálný východ a Japonsko. Do Indočíny a jihovýchodní Asie nezasahuje. V Číně rostou 4 původní druhy.
V Severní Americe roste 11 původních druhů. Všechny s výjimkou Papaver californicum jsou severské nebo horské, bezlodyžné máky. Jako zavlečené rostliny zde zdomácněly i některé evropské ruderální druhy, jako je mák vlčí, mák polní, mák zvrhlý, mák pochybný, a rovněž asijský mák východní.
V subsaharské Africe roste jediný původní druh máku, Papaver aculeatum, rozšířený v Jihoafrické republice, Namibii, Svazijsku a Lesotho. Na Kapverdách roste endemický druh Papaver gorgoneum.

## Ekologické interakce
Květy máků jsou opylovány hmyzem, zejména včelami. Navštěvuje je hmyz sbírající pyl a neobsahují žádný nektar. Zralé makovice se otevírají otvory v horní části. Při silném větru se plody spočívající na dlouhých stvolech rozkývají a semena se z nich rozsévají do okolí. U máku setého bylo zjištěno, že mohou být takto rozptylována až na vzdálenost 15 metrů.
Na máku setém se živí larvy i dospělci nosatcovitého brouka krytonosce kořenového (Stenocarus ruficornis), který patří mezi významné škůdce jeho polních kultur. Na divokých druzích máku se občas živí housenky můry kukléřky diviznové (Cucullia verbasci).

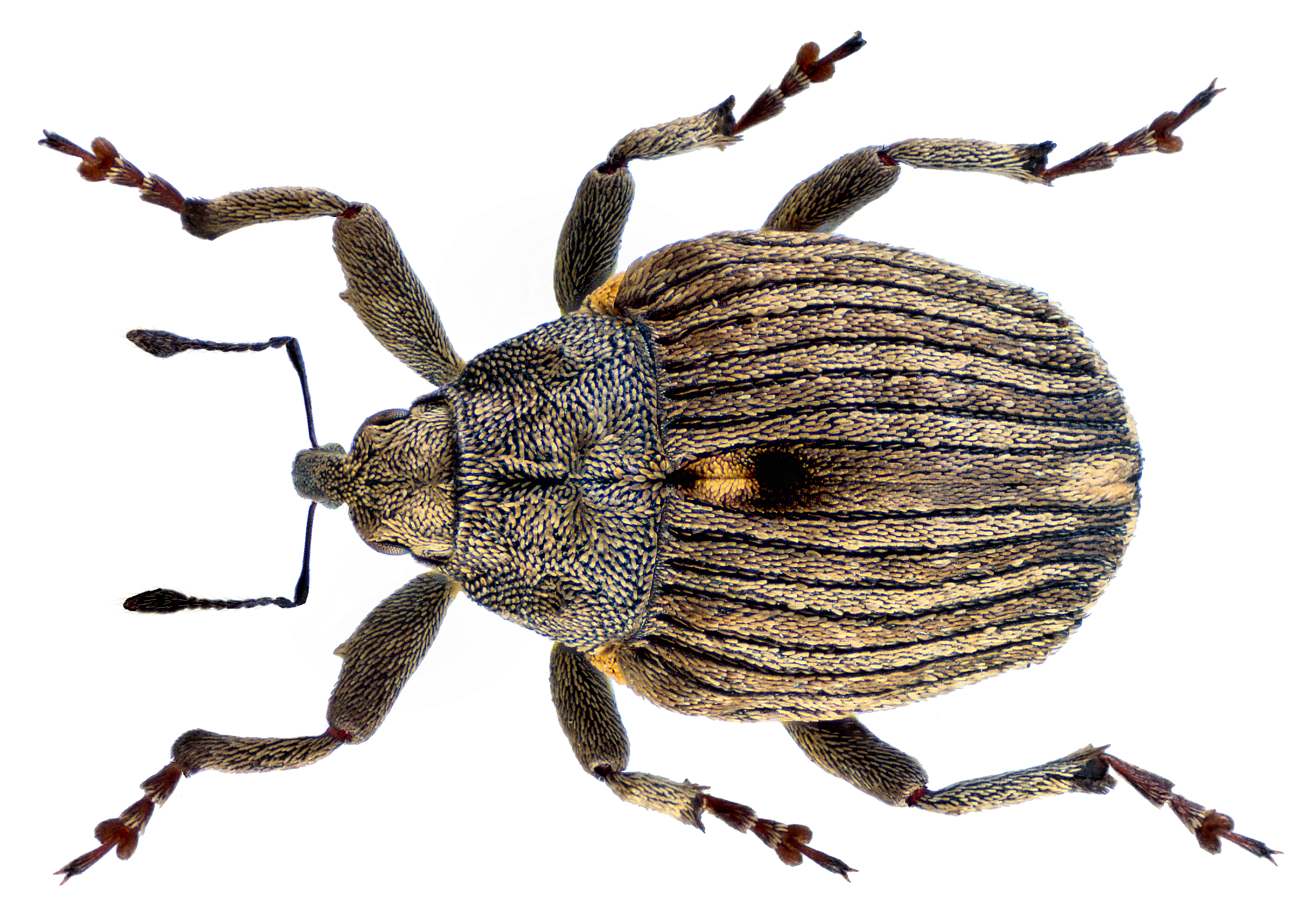
Krytonosec kořenový
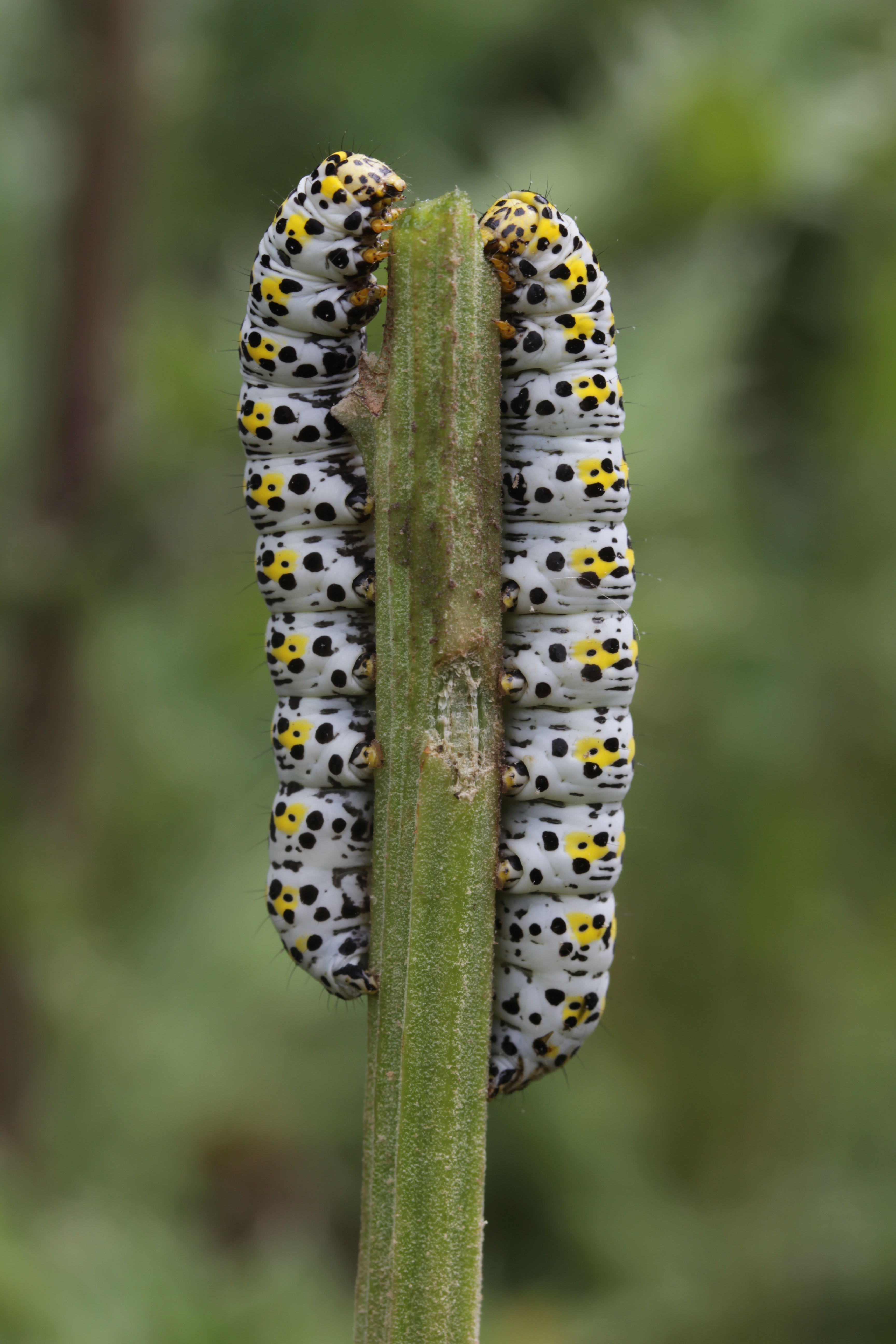
Housenky kukléřky diviznové

## Obsahové látky a jedovatost
Máky obsahují četné biologicky aktivní látky, zejména alkaloidy. Ty jsou obsaženy ve všech částech rostlin s výjimkou zralých semen. V rámci rodu bylo zjištěno okolo 200 různých alkaloidů, které jsou rozřazovány podle struktury do 12 skupin. Jejich nejvýznamnějším zdrojem je mák setý, u nějž bylo zjištěno celkem 44 různých alkaloidů. Nejdůležitější z nich je morfin, kodein, thebain, papaverin a narkotin. Morfin byl poprvé izolován již v roce 1805. Rámcově podobná skladba alkaloidů je obsažena i v blízce příbuzném středomořském druhu Papaver setigerum, který je považován za předka kulturního máku setého.
Hlavním alkaloidem máku vlčího je rhoeadin (obsah činí asi 0,03 %), dále je obsažen např. berberin, protopin, koptisin aj.  Mléko z nezralých makovic máku vlčího má lehce sedativní účinky a byly v něm zjištěny stopy morfinu. Rovněž mák polní (P. argemone) obsahuje rhoeadin a protopin. Mák východní obsahuje zejména oripavin a thebain, u máku zahradního byly zjištěny orientalidin, isothebain, brakteolin aj.

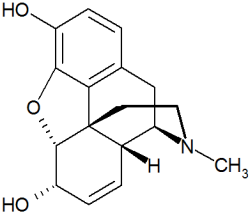
Morfin z máku setého
Rhoeadin z máku vlčího
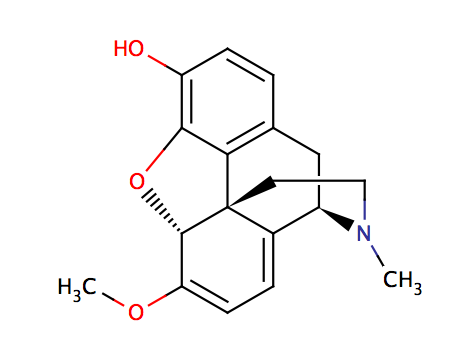
Oripavin z máku východního

Máky jsou více či méně jedovaté rostliny. Otravy domácích zvířat mákem jsou vzácné, neboť rostliny zvířatům zejména v čerstvém stavu nechutnají. Dochází k nim zejména tam, kde zvířata zkonzumují např. odpadní materiál po zpracování máku.
Byly zaznamenány případy otravy koní či skotu po konzumaci máku šarlatového (P. nudicaule), který náleží mezi silněji jedovaté druhy.
Mezi symptomy otravy mákem náleží v závislosti na obsažených alkaloidech zejména zvracení, křeče, útlum dýchání, zácpa, gastroenteritida a bezvědomí. Předávkování opiem vede vlivem útlumu centrálního nervového systému k apnoe až zástavě dechu a následnému kómatu. Někdy se objevuje též plicní edém.

## Taxonomie

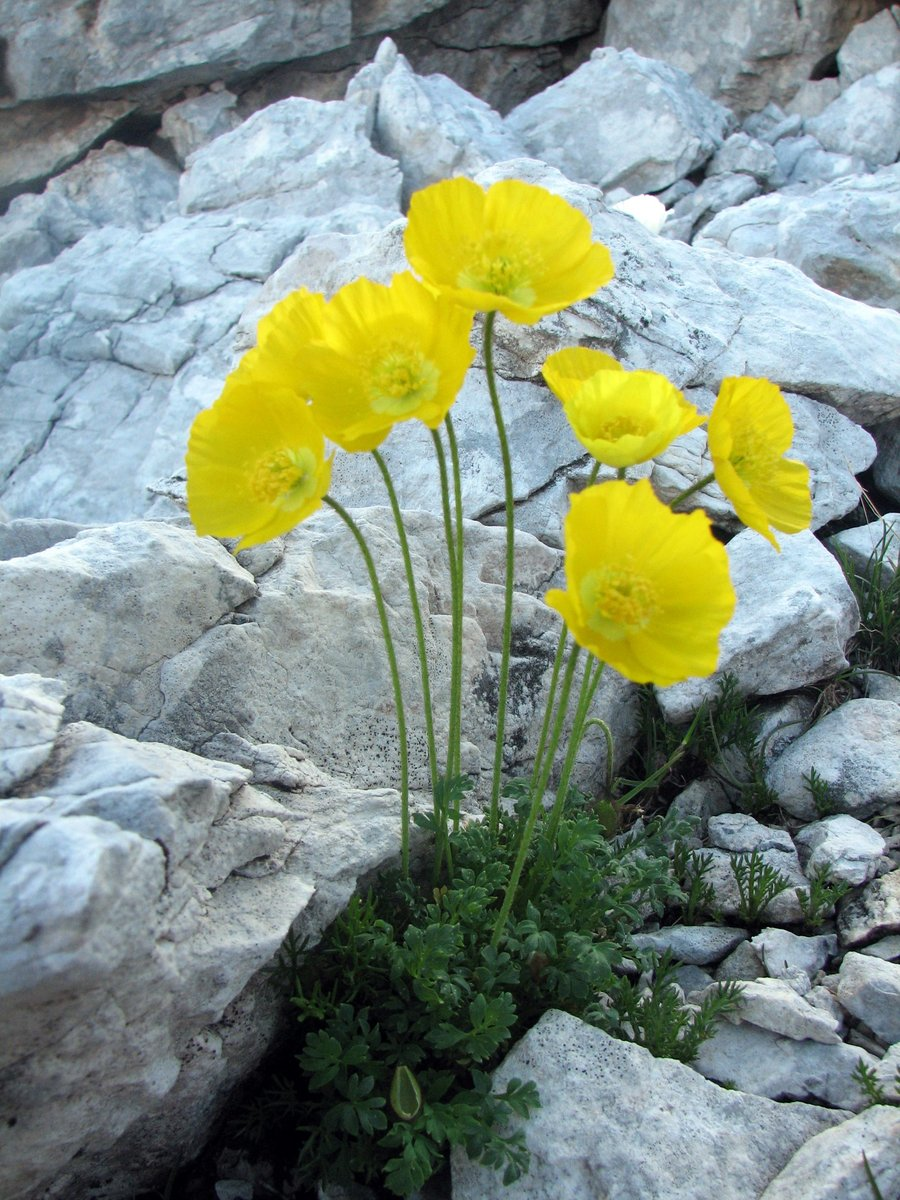
Papaver aurantiacum, sekce Meconella

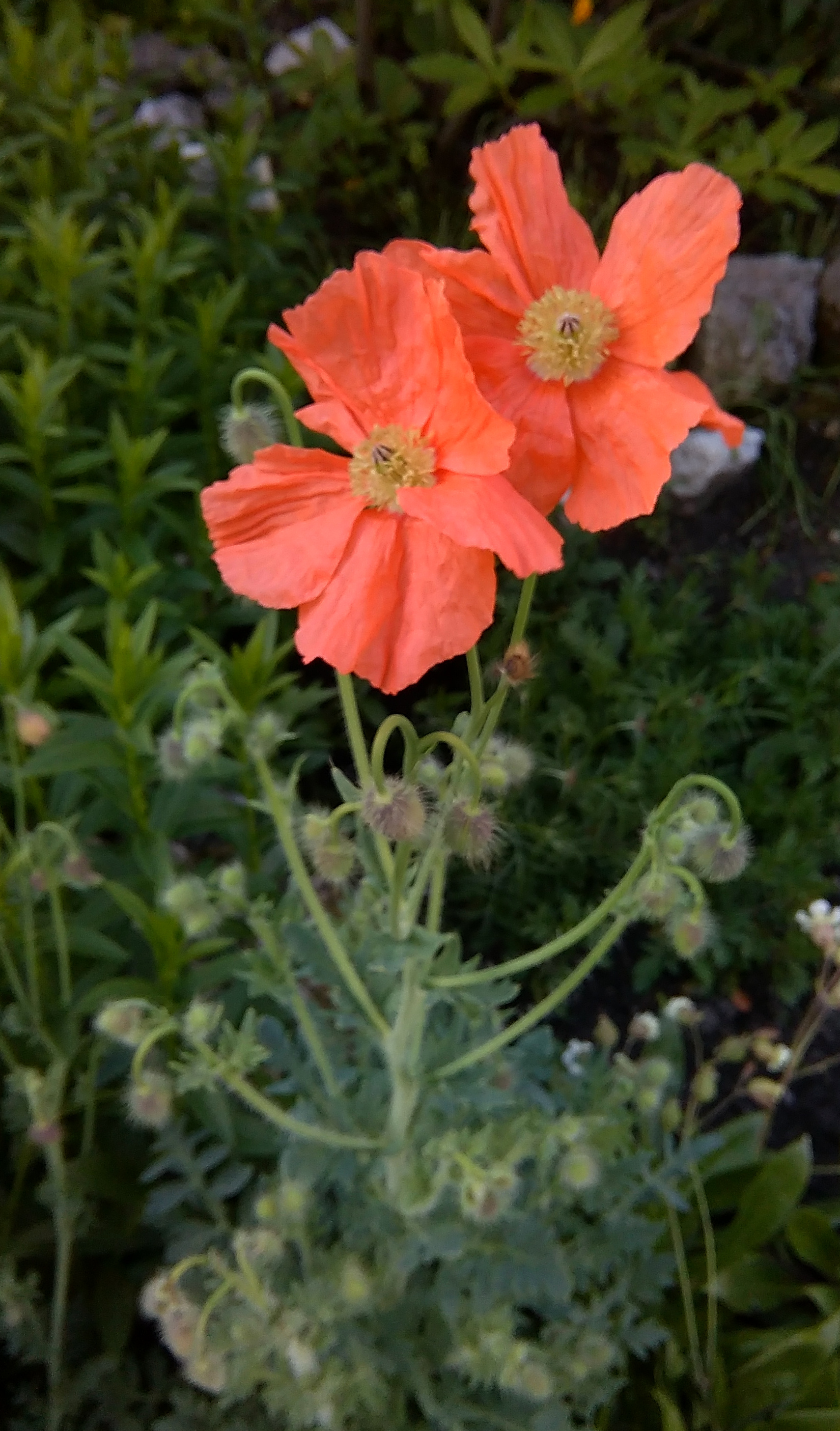
Papaver fugax, sekce Meconidium

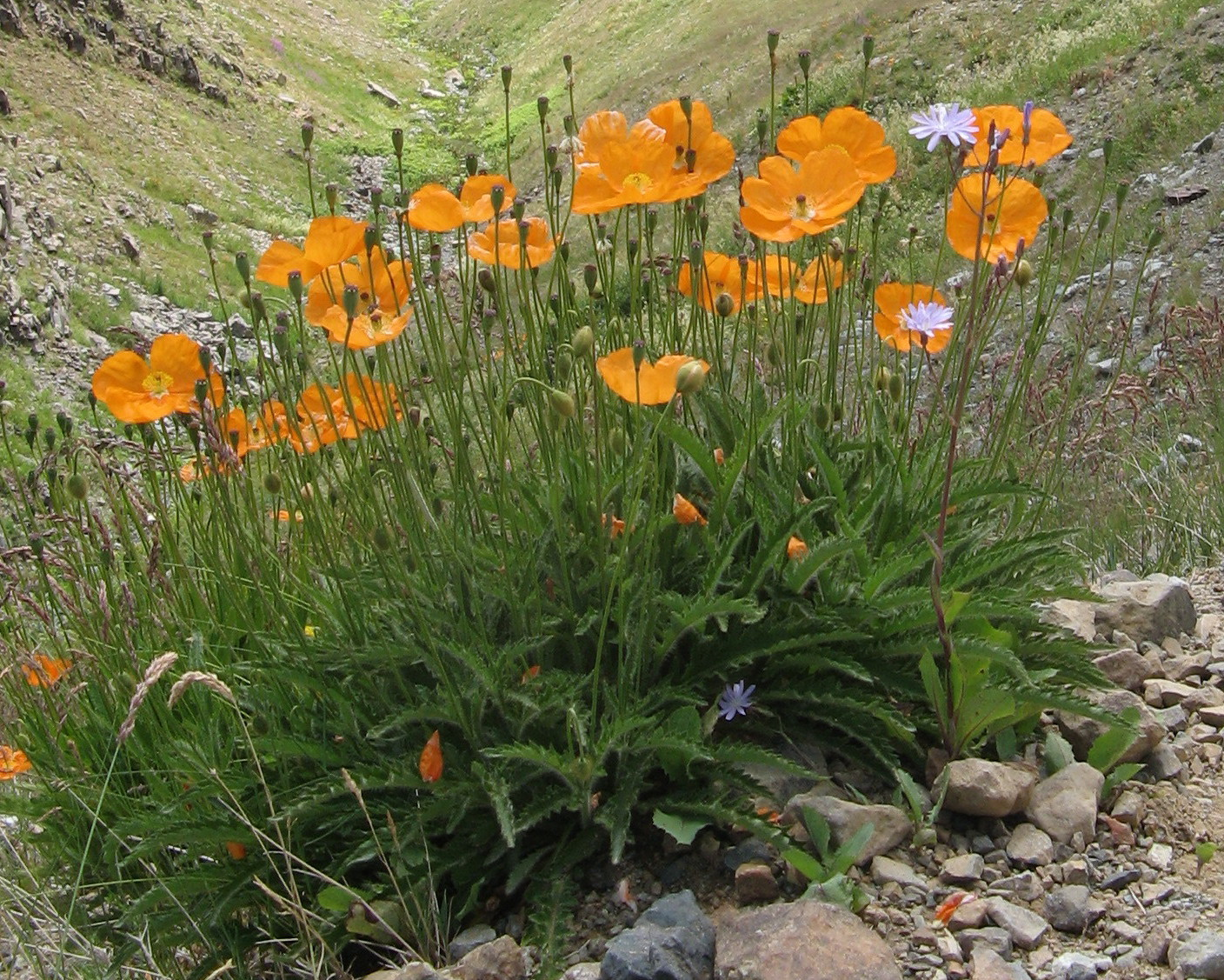
Papaver lateritium, sekce Pseudopilosa

Poslední velká revize rodu Papaver byla zveřejněna v roce 1988. Rod je v ní rozčleněn celkem do 11 sekcí.

### SekceMeconella
Sekce Meconella zahrnuje vytrvalé bezlodyžné druhy, květní stvoly jsou nevětvené, jednokvěté a bezlisté. Květy mohou mít různé barvy. Sekce zahrnuje asi 30 druhů a je rozšířena v Evropě a Střední, Vnitřní a východní Asii, severní Sibiři, ruském Dálném východě a v Severní Americe. Všechny druhy této sekce mají velkou morfologickou variabilitu, např. barva květů může být u některých druhů proměnlivá i v rámci jedné populace. Náleží sem též komplexní vysokohorská skupina Papaver alpinum agg., sestávající z několika blízce příbuzných mikrospecií, které jsou někdy hodnoceny jen jako poddruhy široce pojatého druhu Papaver alpinum. Skupina je rozšířena v mohutnějších evropských pohořích: v Alpách, Karpatech, Dinárských horách a Pyrenejích. Ze severoamerických druhů náleží do této sekce 10 druhů.

### SekceMeconidium
Relativně málo prozkoumaná sekce, zahrnující dvouleté a vytrvalé druhy. Vyznačují se víceméně vytrvalou listovou růžicí a tlustým hlavním kořenem. Stonek je olistěný drobnými listy nebo bezlistý, objevuje se druhým rokem a je větvený. Skupina zahrnuje asi 10 druhů a je rozšířena v Asii v oblasti severozápadního Íránu, Kavkazu a Středního východu, jeden endemický druh roste v Libanonu.

### SekceCalifornicum
Tato sekce zahrnuje jediný, geograficky izolovaný druh, Papaver californicum. Je to jednoletý, oranžově kvetoucí druh, rostoucí jako endemit výhradně v Kalifornii. Vyskytuje se v suché keřové vegetaci typu chaparral a v podrostu řídkých dubových lesů v nadmořských výškách do 900 metrů.

### SekceArgemonidium
Sekce zahrnuje 4 druhy a je rozšířena od Evropy a Středomoří po západní Himálaj. Z druhů vyskytujících se v České republice náleží do této skupiny mák polní (P. argemone). V teplejších částech Evropy dále roste mák zvrhlý (P. hybridum), v jihovýchodní Evropě Papaver apulum.

### SekcePilosa
Do této sekce je řazeno celkem 5 druhů. Jsou to vytrvalé, nižší rostliny s hroznovitým květenstvím a velkými, oranžovými, dlouze stopkatými květy. Vyskytují se pouze v západní Anatolii.

### SekcePseudopilosa
Máky této sekce jsou podobné druhům sekce Pilosa, od nichž se odlišují přisedlým habitem (bez patrného stvolu). Květy jsou dlouze stopkaté. Sekce zahrnuje 5 druhů, které jsou soustředěny do 2 oblastí výskytu. V západním Středomoří roste mák atlantský (Maroko) a Papaver rupifragum (jižní Španělsko). Zbývající druhy jsou rozšířeny na Kavkaze a severovýchodním Turecku.

### SekceHorrida
Sekce zahrnující jediný druh, Papaver aculeatum. Je to jednoletý až dvouletý druh s listy v přízemní růžici. Rostlina je pokrytá štětinovitými ostny. Oranžové květy jsou uspořádané v hroznovitých svazečcích. Je to jediný zástupce rodu vyskytující se přirozeně na jižní polokouli. Je rozšířen ve východních oblastech Jihoafrické republiky. Synantropně se rozšířil též do Austrálie.

### SekceCarinatae
Do této sekce je řazen jediný druh, Papaver macrostomum. Dříve od něj byly oddělovány druhy P. bornmuelleri a P. dalechianum, dnes řazené na úrovni variet. Jsou to jednoleté máky, připomínající celkovým habitem mák vlčí. Druh je rozšířen v Asii v oblasti od Turecka po východní Himálaj. Roste i na Kavkaze.

### SekceRhoeadium
Jsou to jednoleté nebo řidčeji i dvouleté máky. Stonek může být nevětvený nebo různým způsobem větvený. Sekce zahrnuje 16 druhů a je zastoupena v Evropě a Asii se 2 centry rozšíření. Jedno je v západním Středomoří, druhé v oblasti od východního Středomoří po Střední Asii. Druhy mák vlčí a mák polní byly rozšířeny po Evropě spolu s pěstováním obilí. V České republice roste mimo zmíněných 2 druhů též mák pochybný (P. dubium) a mák bělokvětý jihomoravský (P. maculosum subsp. austromoravicum).

### SekceMacrantha
Do této sekce jsou řazeny 3 druhy, rozšířené v různých oblastech Turecka, Kavkazu a Íránu. Patří sem pěstované velkokvěté druhy mák východní (P. orientale), mák zahradní (P. pseudo-orientale) a mák listenatý (P. bracteatum).

### SekcePapaver
Sekce zahrnuje 4 nebo 5 druhů jednoletých máků s větveným květním stvolem. Je rozšířena v oblasti od západního Středomoří po Pákistán. Nejvýznamnějším zástupcem této sekce je mák setý. Blízce příbuzný druh Papaver setigerum je někdy považován za jeho poddruh. Další druhy z této sekce jsou Papaver glaucum (Turecko až Írán a Arábie), Papaver gracile (Turecko) a Papaver decaisnei (Egypt až Pákistán)
Výsledky molekulárních fylogenetických studií prokázaly, že rod Papaver v klasickém pojetí je parafyletický, neboť v jeho vývojovém stromu jsou vmezeřeny vývojové větve rodů Meconopsis, Stylomecon a Roemeria. Proto byly tyto rody vřazeny do rodu Papaver.

## Zástupci
- mák alpský (Papaver alpinum)
- mák atlantský (Papaver atlanticum)
- mák bělokvětý (Papaver maculosum)
- mák Burserův (Papaver burseri)
- mák časný (Papaver confine)
- mák klasnatý (Papaver spicatum, syn. P. pilosum subsp. spicatum)
- mák Lecoqův (Papaver lecoqii)
- mák listenatý (Papaver bracteatum)
- mák oranžový (Papaver aurantiacum)
- mák pochybný (Papaver dubium)
- mák polní (Papaver argemone)
- mák rhaetský (Papaver rhaeticum)
- mák Sendtnerův (Papaver sendtneri)
- mák setý (Papaver somniferum)
- mák šarlatový (Papaver nudicaule, syn. P. croceum)
- mák tatranský (Papaver tatricum)
- mák vlčí (Papaver rhoeas)
- mák východní (Papaver orientale)
- mák zahradní (Papaver pseudo-orientale)
- mák zvrhlý (Papaver hybridum)[20][21][22]

## Význam

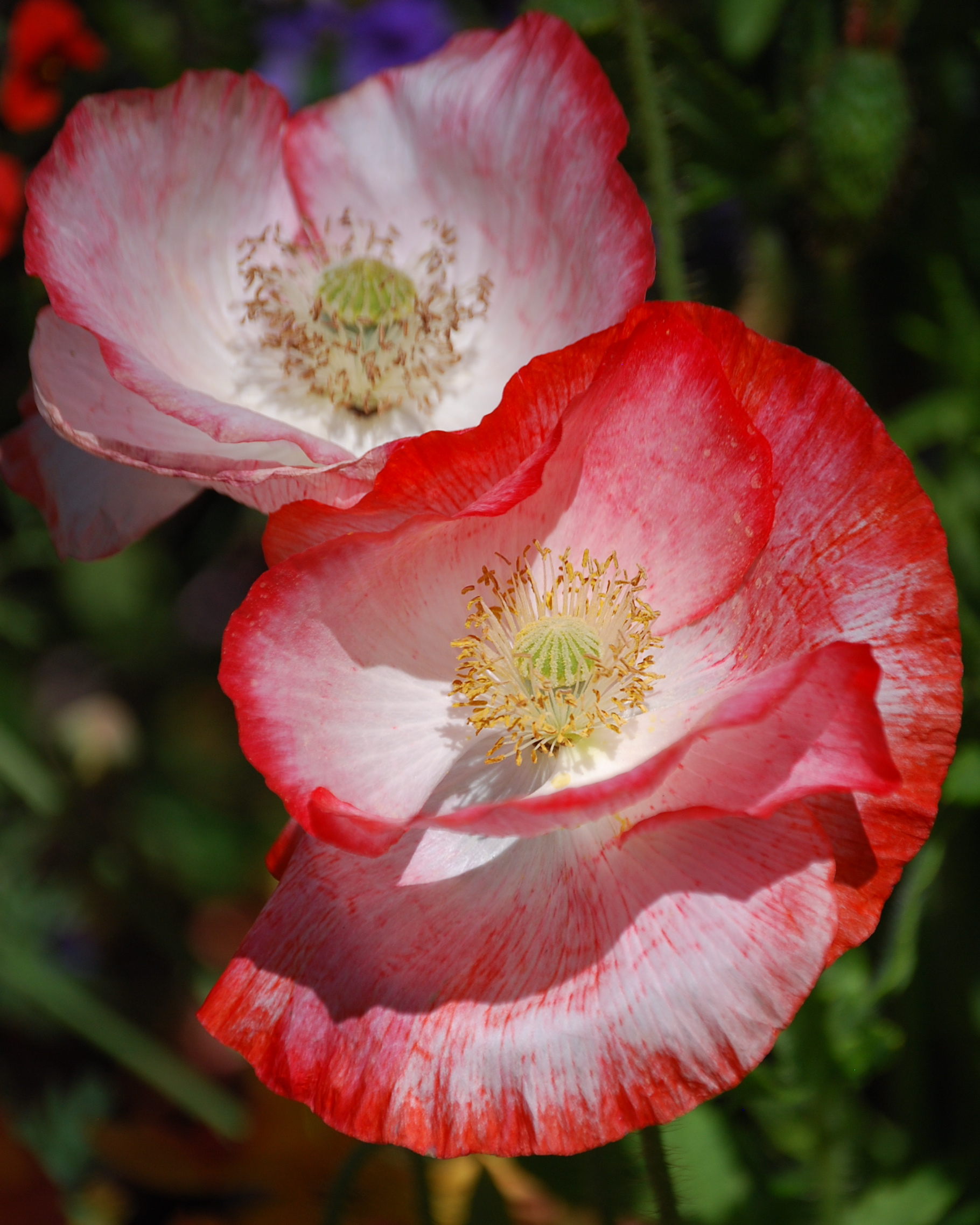
Okrasný kultivar máku vlčího 'Falling in Love'

Hospodářsky nejvýznamnějším druhem je mák setý. Je to stará kulturní rostlina, která je v Evropě pěstována již od neolitu pro olejnatá semena. Za oblast původu je považována buď Přední Asie nebo jihozápadní Evropa. Je pěstován též jako zdroj opia a lékařsky významných alkaloidů, z nichž nejdůležitější je morfin, kodein, thebain, papaverin a narkotin. Morfin je používán jako silné analgetikum, kodein a narkotin jako antitussivum, papaverin se používá k uvolnění hladkého svalstva a jako bronchodilatans. Byla vypěstována řada kultivarů vhodných pro rozličné účely a klimatické podmínky. Opium je v asijské medicíně podáváno mj. při průjmech, cukrovce a revmatismu, k útlumu bolesti a jako antidotum při hadím uštknutí a bodnutí štírem. Mák vlčí je v bylinné léčbě používán jako mírné sedativum, při poruchách spánku a zejména k tlumení kašle a při různých jiných neduzích dýchacího ústrojí. Sbírají se zejména korunní plátky, řidčeji šťáva z nezralých makoviček. Opium a vlčí mák se používají i v homeopatii.
Některé druhy máku jsou pěstovány jako zahradní okrasné rostliny. Mák východní je vytrvalý druh a pěstuje se v množství kultivarů. V době květu (v květnu) je to velmi atraktivní rostlina, kvete však poměrně krátce. Z dalších vytrvalých druhů se pěstuje např. mák atlantský a mák klasnatý. Rovněž jednoletý mák setý se pěstuje v řadě různých okrasných kultivarů. Některé jsou plnokvěté a připomínají květy pivoněk.
Některé vytrvalé horské či severské druhy máku jsou pěstovány jako atraktivní skalničky. Patří mezi ně např. mák Burserův, mák šarlatový a mák rhaetský.

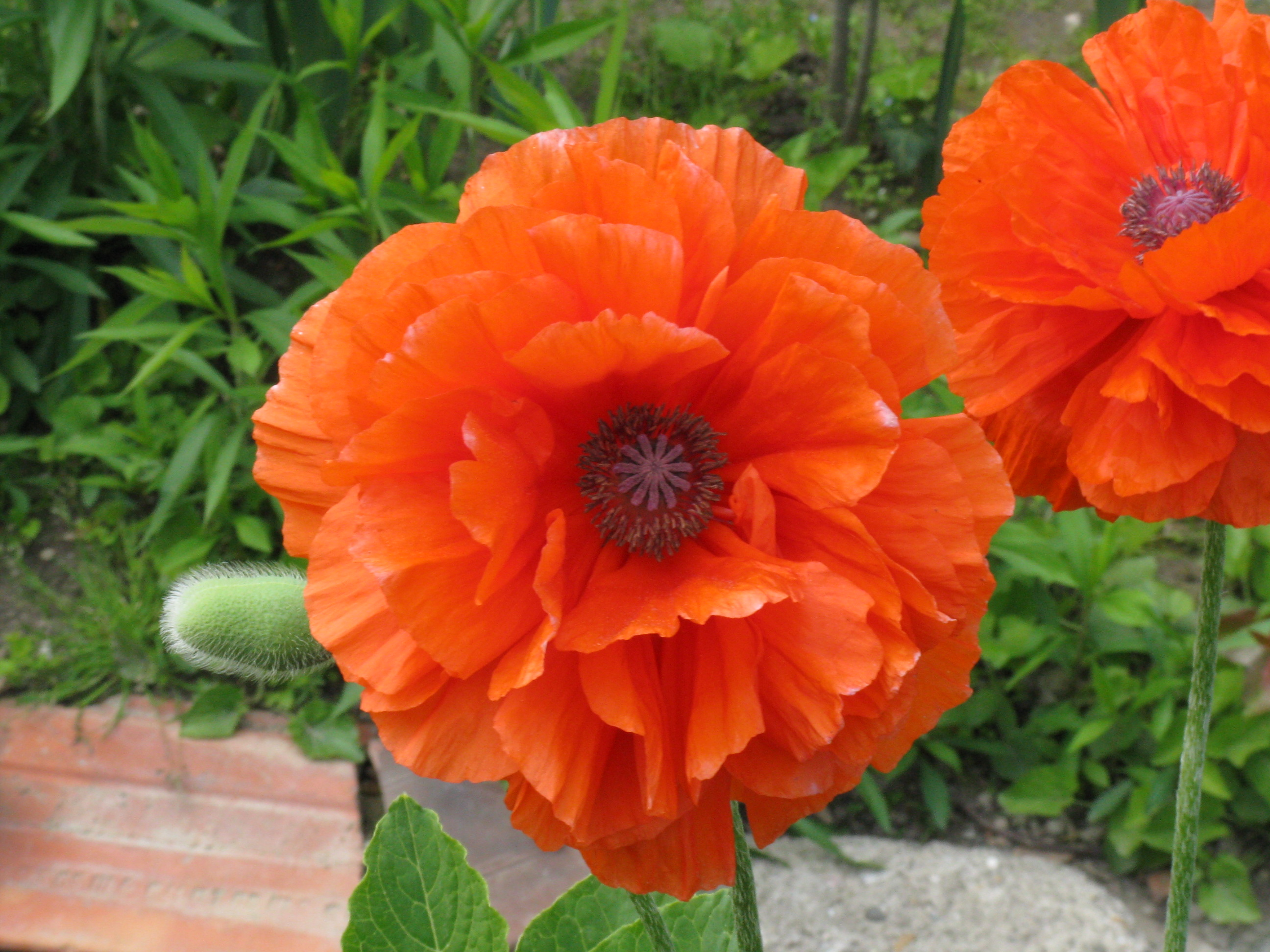
Plnokvětý kultivar máku východního
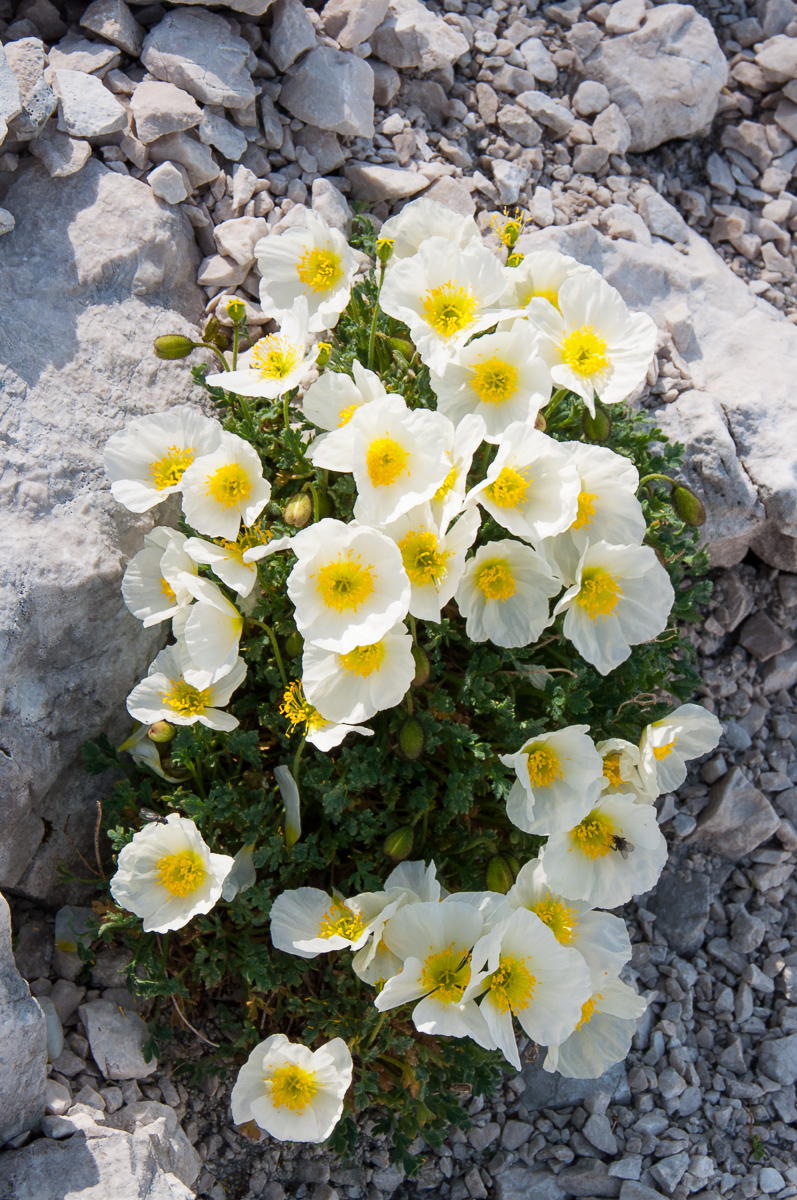
Mák alpský
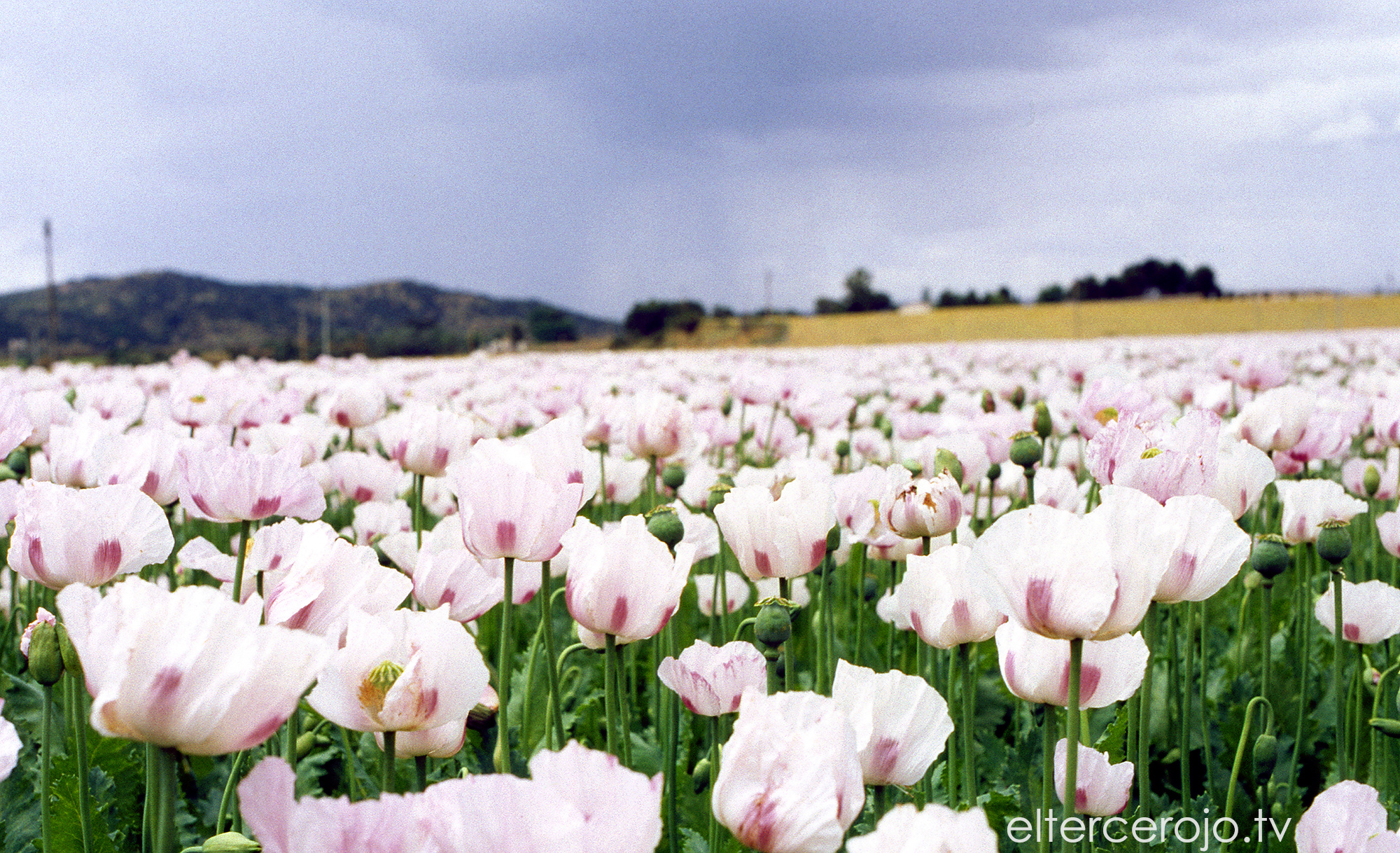
Pole máku setého
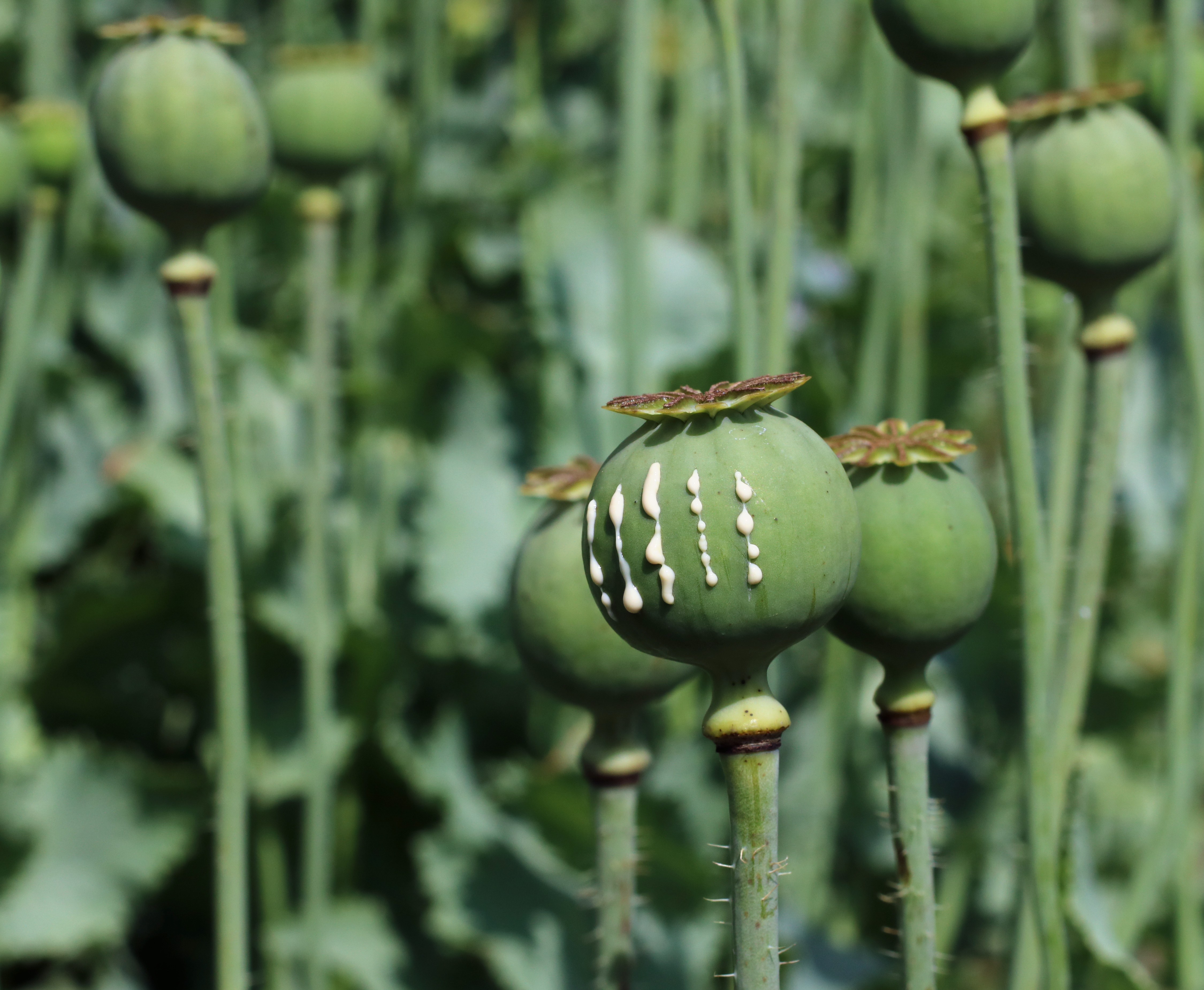
Získávání opia